# Мальтийский орден
Мальти́йский о́рден (Сувере́нный вое́нный гостеприи́мный о́рден Свято́го Иоа́нна, Иерусали́ма, Ро́доса и Ма́льты; Сувере́нный вое́нный о́рден госпиталье́ров Свято́го Иоа́нна, Ро́доса и Ма́льты; Сувере́нный вое́нный о́рден ры́царей-госпиталье́ров Свято́го Иоа́нна, Ро́доса и Ма́льты; Сувере́нный Вое́нный Странноприи́мный О́рден Свято́го Иоа́нна, Иерусали́ма, Ро́доса и Ма́льты) — рыцарский религиозный орден Римско-католической церкви. Старейший в мире рыцарский орден.
Мальтийский орден имеет статус организации-наблюдателя при ООН и в Совете Европы. Имеет дипломатические отношения со 113 государствами, поддерживаемые при помощи большого количества послов.
По международному праву Мальтийский орден является государствоподобным образованием, при этом сам орден позиционирует себя как государство. Суверенитет Мальтийского ордена рассматривается на уровне дипломатических миссий, но не как суверенитет государства. Иногда рассматривается как карликовое государство.
Орден выдаёт собственные паспорта, печатает собственную валюту и марки. Имеет почтовые соглашения примерно с 70—80 странами. Великий магистр ордена несёт службу в качестве папского вице-короля, предоставляя дипломатам Ватикана процессуальную поддержку при подаче ходатайств, при внесении предложений о поправках, а также при необходимости принятия решений в сфере международной дипломатии. Претензии ордена на суверенитет оспариваются некоторыми учёными.

## История
Предтечей ордена был основанный в Иерусалиме в 1080 году амальфитанский госпиталь, христианская организация, целью которой была забота о неимущих, больных или раненых пилигримах в Святой земле. После занятия христианами Иерусалима в 1099 году в ходе Первого крестового похода эта организация превратилась в религиозно-военный орден со своим собственным уставом. На орден была возложена обязанность охранять и защищать Святую землю.
15 февраля 1113 года Папа Римский Пасхалий II своей буллой признал суверенитет существования монашеского ордена госпитальеров и предоставил ему право свободно избирать своё руководство без вмешательства со стороны светских и церковных властей.
Вслед за захватом Святой земли мусульманами орден продолжил деятельность на Родосе, владыкой которого он являлся, а после падения Родоса в 1522 году действовал с острова Мальта, находившейся в вассальном подчинении у испанского вице-короля Сицилии. В XVI столетии орден ведёт активную борьбу против османской экспансии, а также против арабских и берберских пиратов, действовавших в Средиземном море и выступавших союзниками Османской империи (Оттоманской Порты). Лонгвилье де Пуэнси, назначенный губернатором французской колонии на острове Сент-Китс в 1639 году, украсил форму своей свиты символами ордена, так как к тому времени уже был видным рыцарем Святого Иоанна. В 1651 году госпитальеры приобрели у Компании Американских Островов острова Сент-Китс, Сен-Мартен и Сен-Бартелеми. Лонгвилье де Пуэнси приобрёл также, в качестве личного владения, остров Санта-Крус и передал его рыцарям Святого Иоанна. В 1665 году орден продал свои владения в Карибском море Французской Вест-Индской Компании, положив тем самым конец своему присутствию в регионе.
После захвата Наполеоном Мальты в 1798 году российский император Павел I предоставил рыцарям убежище в Санкт-Петербурге (см. Великое приорство Российское (орден госпитальеров), Мальтийская корона, Мальтийская капелла, Орден Святого Иоанна Иерусалимского).
В 1834 году орден учредил новую штаб-квартиру в Риме. Долгое время орден владел лишь комплексом особняков в Риме, но в 1998 году правительством Мальты замок Святого Ангела был передан рыцарям в исключительное пользование сроком на 99 лет, при этом строению был предоставлен статус экстерриториальности и назначен губернатор.

## География
В настоящий момент Итальянская Республика признаёт существование Мальтийского ордена в качестве суверенного государства, а также экстерриториальность его резиденции в Риме (Мальтийский дворец, или Магистральный дворец на виа Кондотти, 68, резиденция, и Магистральная вилла на Авентине). С 1998 года Орден также владеет фортом Сант-Анджело, также имеющим экстерриториальный статус на 99 лет с момента заключения договора с правительством Республики Мальта. На Мальте его посольство находится в Кавальере Святого Иоанна. Таким образом, Орден формально имеет территорию, над которой осуществляет собственную юрисдикцию, однако вопрос о фактическом статусе этой территории (собственная территория Ордена или территория дипломатического представительства, временно переданная под его нужды) является предметом для абстрактных юридических дискуссий.
В воротах резиденции мальтийских рыцарей на Авентине по проекту Пиранези проделано специальное отверстие. Есть мнение, что оттуда видны целых три государства: Мальтийский орден (которому принадлежит резиденция Ордена), Ватикан (собор Святого Петра) и Италия (к которой относится всё, что в промежутке).

## Население
По данным Ордена, его членами являются 13 500 человек, также в структуре ордена присутствуют 80 тысяч волонтёров и более 20 тысяч медицинских работников. Главные чиновники Ордена и дипломаты имеют паспорт Ордена. Всего выдано около 400 паспортов. Паспорт Мальтийского Ордена признаётся многими странами, его обладатель имеет право безвизового въезда в 32 страны.
Согласно Конституции, члены Ордена разделяются на три класса. Все члены должны вести примерный образ жизни в соответствии с учением и заповедями Церкви и посвятить себя работе Ордена по оказанию гуманитарной помощи.
Члены Первого класса — Рыцари Справедливости, или Признанные Рыцари, и Признанные Монастырские Капелланы, которые дали обеты «бедности, целомудрия и послушания, ведущие к совершенствованию по Евангелию». Они считаются монахами по Каноническому праву, но не обязаны жить в монашеских общинах.
Члены Второго класса — рыцари послушания и донаты справедливости, давшие обет послушания, должны жить по христианским принципам и возвышенным нравственным принципам Ордена. Донаты справедливости обязаны соблюдать предписания для рыцарей послушания касательно совершения молитв и обязанностей по отношению к Ордену и его членам. Принятое обещание обязывает рыцарей послушания и донатов справедливости выполнять задачи Ордена по указаниям их орденских начальников.
Они подразделяются на три категории:
- Рыцари и Дамы Чести и Преданности в Послушании
- Рыцари и Дамы Милости Господней и Преданности в Послушании
- Рыцари и Дамы Милости Магистра и Преданности в Послушании

Члены Третьего класса — члены Ордена, которые не принимают ни обета, ни обещания. Они берут на себя обязательство вести примерный христианский образ жизни и принимать активное участие в уходе за больными и оказываемой Орденом социальной помощи.
Они подразделяются на шесть категорий:
- Рыцари и Дамы Чести и Преданности
- Монастырские Капелланы ad honorem
- Рыцари и Дамы Милости Господней и Преданности
- Магистральные капелланы
- Рыцари и Дамы Милости Магистра
- Донаты (мужчины и женщины) Преданности

Требования к принятию в различные классы и категории определяются Кодексом.

## Экономика
Орден имеет некоммерческую плановую экономику. Источники доходов — доходы от собственности (в особенности в Австрии и Италии), пожертвования, а также продажа почтовых марок и памятных монет.
Средний бюджет Ордена составляет 200 млн евро в год. Содержание центральной администрации Ордена финансируется за счёт собственных доходов Ордена. Работа по всему миру оплачивается из прочих источников — от правительств-доноров, признающих результаты работы организации, Европейского союза, ООН. Если появляется кризисная ситуация, связанная с природными катаклизмами (цунами, землетрясения и т. д.), Орден организует специальные акции по спасению людей, под которые также идёт сбор денег.
Орден имеет свою валюту — мальтийский скудо. Установлен курс к евро: 1 скудо = 0,24 евро. С 2005 года законным платёжным средством является также евро.

## Правительство
Правительством Мальтийского ордена является Суверенный Совет. Он состоит из Великого магистра, возглавляющего Совет, четырёх лиц, занимающих самые высокие посты (Великого командора, Великого канцлера, Великого госпитальера и Хранителя Общей Казны) и шести других членов. За исключением Великого магистра, все они избираются Генеральным собранием на пятилетний срок. Суверенный Совет созывается Великим магистром, его совещания проходят в резиденции Мальтийского ордена по крайней мере шесть раз в год и при возникновении необходимости.

### Князь и Великий магистр
Великий магистр избирается из признанных рыцарей Большим Государственным Советом на пожизненный срок. В соответствии с Конституцией он как высший религиозный чин и правитель государства должен полностью посвятить себя деятельности Ордена и показывать пример благочестивой жизни по христианским принципам всем членам Ордена. Он имеет верховные полномочия. Вместе с Суверенным Советом Великий магистр принимает законодательные меры в тех случаях, которые не регулируются Конституцией, провозглашает правительственные постановления, распоряжается средствами Общей Казны, ратифицирует международные соглашения и созывает Генеральное Собрание.
Государства, с которыми Орден поддерживает дипломатические отношения, признают Великого магистра как главу государства, с соответствующими прерогативами, иммунитетом и привилегиями.
Великому магистру присваивается титул князя с предикатом Его Преосвященнейшее Высочество, а Римская Католическая Церковь дарует ему сан кардинала.
Резиденцией Великого магистра является, как и местопребыванием правительства Ордена, Магистральный дворец в Риме.
Если по какой-то причине избрать Великого магистра нет возможности, избирается Лейтенант Великого магистра, который является его наместником-заместителем. Лейтенант Великого магистра, обладая всеми полномочиями главы Ордена, избирается, однако, не пожизненно, а сроком на один год, после чего проводятся новые выборы.
С 24 января 2017 года после ухода в отставку Его Преосвященнейшего Высочества фра Мэтью Фестинга и её принятия Суверенным Советом 28 января должность оставалась вакантной до избрания нового Великого магистра. Лейтенантом ad interim (временно исполняющим обязанности) до 29 апреля 2017 являлся Великий командор фра Людвиг Хоффманн фон Румерштайн. 29 апреля 2017 Большой Государственный совет избрал Лейтенантом Великого магистра Джакомо Далла-Торре (р. 9 декабря 1944, Рим). По истечении годичного срока 2 мая 2018 года был созван Большой Государственный совет, на котором Далла-Торре избран 80-м Великим магистром Суверенного Мальтийского Ордена.

### Великий командор
Великий командор — религиозный глава Признанных Рыцарей и Рыцарей и Дам — послушников. В его обязанности входит распространение принципов справедливости, курирование Великих и малых Приоратов, составление отчётов в Ватикан о визитах, о состоянии дел и о жизни Ордена и общий присмотр за религиозными аспектами деятельности Признанных Рыцарей и Рыцарей-послушников.
В частности, он отвечает за обучение членов Суверенного ордена тому, как правильно выполнять принципы Tuitio Fidei et Obsequium Pauperum (жить по справедливости и заботиться о бедных и больных). Великий командор также отвечает за часовню Дворца Магистра и организацию паломничеств. Он является регентом Великого магистра в случае его смерти, отставки или недееспособности.
С 31 мая 2014 года должность занимает Его Преосвященство преподобный бейлиф фра Людвиг Хоффманн фон Румерштайн.

### Великий канцлер
Великий канцлер является главой исполнительной ветви власти. Он отвечает за международную политику и дипломатические миссии Ордена. Он также является министром внутренних дел и отвечает за отношения с сорока семью Национальными ассоциациями Ордена во всём мире. По распоряжению Великого магистра и в соответствии с Конституциональной Хартией и Уставом Великий канцлер уполномочен представлять Орден в отношениях с другими странами, претворять в жизнь политику Ордена, осуществлять руководство внутри Ордена и координировать деятельность Правительства Ордена.
C 16 декабря 2016 года исполняющим обязанности Великого канцлера является Его Превосходительство Преподобный Бейлиф фра Джон Эдвард Критьен.

### Великий госпитальер
Великий госпитальер является министром гуманитарной деятельности и международных отношений. Он координирует и руководит деятельностью Великих приоратов, Национальных ассоциаций и прочих организаций Ордена во всём мире, участвующих в благотворительной и гуманитарной работе. Он также следит за тем, чтобы соблюдались христианские принципы заботы о ближнем и уважения человеческого достоинства. Ему помогает Совет, состоящий из представителей тех регионов, в которых Орден проводит свою работу.
C 31 мая 2014 года Великим госпитальером является Его Превосходительство Бейлиф Большого Креста Чести и Преданности в Послушании фра Доминик, принц де Ларошфуко-Монбель.

### Хранитель Общей Казны
Хранитель Общей Казны — министр финансов — распоряжается финансами и собственностью Ордена по согласованию с Великим канцлером, под начальством Великого магистра и под контролем Совета аудиторов.
Он должен составлять ежегодные отчёты об экономическом и финансовом состоянии Ордена и представлять их на одобрение Совету аудиторов и Великому магистру после одобрения Суверенным Советом. Также после одобрения Суверенным Советом он представляет на рассмотрение Великому магистру документы об унаследованных, пожертвованных или подаренных Ордену средствах или имуществе и о продажах имущества Ордена и последующем вложении средств. Он контролирует и руководит Почтовой службой Магистра и, через Генерального секретаря, внутренними службами резиденции Магистра и их персоналом, офисом технических служб и интендантскими службами дворца Магистра и прилегающих зданий.
По поручению Великого магистра Хранитель Общей Казны осуществляет надзор за организациями Ордена и их работой. Он подписывает акты продажи и покупки и прочие контракты, касающиеся имущества Ордена и Приоратов.
С 31 мая 2014 года Хранителем Общей Казны является Его Превосходительство Рыцарь Большого Креста Чести и Преданности в Послушании граф Янош Эстерхази-Галанта.

## Документы
Согласно 5 статье Конституции Мальтийского Ордена основными правовыми документами являются:
1. Конституция, Кодекс Ордена и в качестве приложения Кодекс канонического права;
2. Законодательные акты Великого Магистра согласно статье 15, второму параграфу, пункту 1 настоящей Конституции;
3. Международные соглашения, одобренные согласно принципам, изложенным в статье 15, во втором параграфе, пункте 8 настоящей Конституции;
4. Традиции и привилегии Ордена;
5. Кодекс Ордена, в тех случаях, когда его положения не противоречат существующим нормам"[18].

Один из самых древних манускриптов с правилами и Кодексом Ордена датируется 1253 годом.
На протяжении истории непрерывно шёл процесс развития трёх основных документов. На протяжении всего своего существования документы, как и все источники, базировались на Каноническом Праве Римской Католической Церкви. Его принципы закладывались в основу всех правовых актов Ордена. Таким образом, изменения в главном документе Церкви влекли за собой соответствующие изменения документов Ордена. В качестве примера можно привести изменения Кодекса Канонического права 1917 и 1983 годов. Также в 1969 году Орденские Уставы отреагировали на предписания декрета Второго Ватиканского Собора об обновлении монашеской жизни применительно к современным условиям «Perfectae Caritatis» и апостольского письма «Ecclesiae Sanctae».
Помимо документов перечисленных в Конституции также действуют «обычаи Ордена, все привилегии, дарованные и признанные папами. <…> Следует особенно выделить Конституцию Папы Бенедикта XIV „Inter illustria“ 1753 года. Права, обычаи и привилегии действительны, пока они остаются в силе в соответствии с нормами канонического права, Конституции Ордена и Кодекса».
17 сентября 1919 года великий Магистр совместно с Орденским Советом утвердил «Органические нормы Суверенного рыцарского Ордена Мальты» (Norme organiche del sovrano Ordine militare di Malta). Затем их заменил Временный Устав или Временные Статуты, после 1921 года они обрели законную силу. По настоянию Ватикана, 5 мая 1936 года был принят обновлённый Устав Мальтийского Ордена, в котором подчёркивалось подчинение Орденского права новому общецерковному праву. Папскому престолу это было необходимо, чтобы остановить тенденцию превращения Мальтийского Ордена в чисто светскую организацию. «Таким образом, именно с этого момента можно уже однозначно говорить о превращении Мальтийского Ордена в чисто „папский“, и окончательном закреплении власти Ватикана над Орденом».
В 1961 году Святой Престол утвердил Конституцию Ордена, а в 1966 — Устав и Кодекс Ордена.
Что касается последних изменений в Конституции, то они были внесены решениями Чрезвычайного заседания Генерального Капитула, проходившего в Италии в 1997 году Новый текст был одобрен Ватиканом и опубликован в «Официальном Бюллетене» Ордена 12 января 1998 года. Так отозвался о Конституции Иоанн Павел II : «Она основывается на фундаментальных ценностях милосердия и благотворительности, что беспрестанно вдохновляли Орден сквозь века».

## Международные отношения
Орден имеет дипломатические отношения со 113 государствами. Имеет статус наблюдателя при ООН и в Совете Европы. Суверенный статус ордена признан множеством международных организаций, членом которых он является. Помимо Организации Объединённых Наций, признан другими организациями.
Несколько государств не признают паспорта Мальтийского Ордена и не имеют с ним дипломатических отношений: Нидерланды, Финляндия, Швеция, Исландия и Греция.
Отношения Мальтийского ордена с Россией неоднократно изменялись. Первый дипломатический контакт состоялся в 1697 году, затем в мае 1698 года Мальту посетил царский посол Б. П. Шереметев, которого принимал великий магистр ордена Раймундо де Перельос-и-Рокафуль.
Император Павел I установил с ним тесное сотрудничество, приняв статус великого магистра и протектора Ордена. Орденская система России и самого Мальтийского ордена были частично интегрированы. Однако после убийства Павла I довольно быстро отношения с Орденом были разорваны и отсутствовали до конца существования Российской империи.
Российские приорства Ордена были ликвидированы в период 1803—1817 годов.
Официальные отношения с Россией были восстановлены в 1992 году Указом Президента Российской Федерации Б. Н. Ельцина и ныне осуществляются на уровне официальных представителей в ранге послов с аккредитацией в государствах — местах представительств (Рим). Интересы России представляет Посол Российской Федерации в Ватикане. 

## Члены ордена
С 27 июня 1961 года по 28—30 апреля 1997 года:

Первый класс
- Признанные рыцари справедливости
- Признанные конвентуальные капелланы

Второй класс
- Рыцари справедливости в послушании
- Рыцари чести и преданности в послушании

Третий класс
- Рыцари милости и преданности
- Рыцари милости магистра и преданности
- Донаты I класса
- Донаты II класса
- Донаты III класса

С 28—30 апреля 1997 года:
Первый класс (Рыцари справедливости и конвентуальные капелланы)
 Почтенный Бальи — признанный кавалер Большого креста справедливости, принявший торжественные обеты
 Признанный кавалер Большого креста справедливости, принявший торжественные обеты
 Признанный командор справедливости, принявший торжественные обеты
 Признанный кавалер справедливости, принявший торжественные обеты
 Признанный кавалер справедливости, принявший простые обеты
 Кавалер, поступивший в новициат
 Признанный конвентуальный капеллан Большого креста справедливости, принявший торжественные религиозные обеты
 Признанный конвентуальный капеллан справедливости, принявший торжественные религиозные обеты
 Признанный конвентуальный капеллан справедливости, принявший простые религиозные обеты
Второй класс (Рыцари и дамы в послушании)
 Бальи — кавалер Большого креста в послушании
 Кавалеры и дамы Большого креста в послушании
 Кавалеры и дамы в послушании
 Донат справедливости
Третий класс — первая категория (рыцари и дамы чести и преданности)
 Бальи — кавалер Большого креста чести и преданности с крестом признанного рыцаря ad honorem
 Бальи — кавалер Большого креста чести и преданности
 Кавалер Большого креста чести и преданности
 Кавалер чести и преданности — обладатель фамильного командорства
 Кавалер и дама чести и преданности
 Бальи — кавалеры Большого креста чести и преданности для Кардиналов Святой Римской Церкви
Третий класс — вторая категория (конвентуальные капелланы ad honorem)
 Конвентуальный капеллан Большого креста ad honorem
 Конвентуальный капеллан ad honorem
Третий класс — третья категория (кавалеры и дамы милости и преданности)
 Кавалеры Большого креста милости и преданности с лентой
 Кавалеры и дамы Большого креста милости и преданности
 Кавалеры и дамы милости и преданности
Третий класс — четвёртая категория (магистральные капелланы)
 Магистральный капеллан
Третий класс — пятая категория (Кавалеры и дамы милости магистра)
 Кавалеры Большого креста милости магистра с лентой
 Кавалеры и дамы Большого креста милости магистра
 Кавалеры и дамы милости магистра
Третий класс — шестая категория (донаты преданности)
 Донаты преданности I класса
 Донаты преданности II класса
 Донаты преданности III класса

## Награды Ордена
- Орден Заслуг pro Merito Melitensi